# Fritz Buntrock
Fritz Wilhelm Buntrock, född 8 mars 1909 i Osnabrück, död 24 januari 1948 i Montelupich, Kraków, var en tysk Unterscharführer och Rapportführer i Auschwitz. 

## Biografi
Buntrock var till yrket smed. År 1935 inträdde han i Schutzstaffel (SS) och två år senare i Nationalsocialistiska tyska arbetarepartiet (NSDAP). I egenskap av Rapportführer översåg han stängningen av zigenarlägret i Auschwitz och gasningen av dess fångar. Buntrock blev ökänd för sin brutalitet och fick öknamnet "Bulldogge".
År 1947 ställdes Buntrock inför rätta i Auschwitzrättegången i Kraków. Buntrock dömdes till döden och avrättades genom hängning tillsammans med tjugo andra dödsdömda krigsförbrytare i januari 1948.